# Спиридон (Романов)
Єпископ Спиридон (справжнє ім'я Романов Андрій Володимирович, нар. 23 червня 1980, Загорськ, Московська область, РРФСР, СРСР)  — архієрей УПЦ МП, єпископ. Громадянин росії. 2023 року позбавлений громадянства України.
Тезоіменитство — 12 грудня (25 грудня) в день пам'яті святителя Спиридона Тримифунтського.

## Життєпис
Народився 23 червня 1980 року в м. Загорськ (нині — Сергієв Посад) Московської області в родині священника.
У 1987 році пішов у середню школу № 22 м. Сергієв-Посад. У 1992—1996 рр. в зв'язку з призначенням батька протоієрея Володимира Романова настоятелем Свято-Миколаївського патріаршого собору в Нью-Йорку, США, навчався в середній школі при постійному представництві Росії при ООН у Нью-Йорку.
У 1997—2000 роках навчався в Київській духовній семінарії.
У 2004 році закінчив Київську духовну академію зі ступенем кандидата богослов'я.
У 1997—2010 роках ніс послух співчого в храмі пророка Іллі в Києві.
У 1998—2000 роках — співробітник Синодального відділу з благодійності та соціального служіння УПЦ МП.
У 2005—2007 роках — референт митрополита Київського і всієї України Володимира, співробітник Відділу зовнішніх церковних зв'язків УПЦ.
У 2006—2007 роках навчався в Екуменічному Інституті Боссе, Швейцарія.
У 2007—2010 роках — помічник ректора Київської духовної академії і семінарії архієпископа Бориспільського Антонія, викладач КДАіС.
14 жовтня 2010 року рукопокладений у сан диякона з призначенням штатним кліриком Свято-Іллінського храму м. Київ.
У 2010—2012 роках — секретар благочинного храмів Києва протоієрея Віталія Косовського.
3 серпня 2012 року висвячений у сан ієрея.
У 2012 році — секретар першого вікарія Київської митрополії УПЦ МП.
24 жовтня 2012 року призначений настоятелем храму на честь свт. Феодосія Чернігівського в Шевченківському районі Києва.
19 грудня 2013 року возведений у сан протоієрея.
25 грудня 2015 року пострижений у чернецтво з ім'ям Спиридон на честь свт. Спиридона Триміфунтського.
27 серпня 2017 року зведений у сан архімандрита.
6 грудня 2019 року синод УПЦ (МП) призначив Спиридона єпископом Вишневським, вікарієм Київської Митрополії.
13 грудня 2019 року митрополит Онуфрій очолив архієрейську хіротонію єпископа Вишневського у храмовому комплексі на честь Різдва Христового на Березняках у Києві. Йому співслужили митрополити Павел (Лебідь), Антоній (Паканич), Арсеній (Яковенко), Прилуцький Климент (Вечеря), архієпископи Феодосій (Снігірьов), Даміан (Давидов), єпископи Миколай (Почтовий), Тихон (Софійчук), Віктор (Коцаба), Сильвестр (Стойчев), Діонісій (Пилипчук), духовенство храму та гості у священному сані.
2 червня 2020 року митрополит Онуфрій призначив Спиридона керівником Васильківського вікаріатства Київської єпархії РПЦвУ.